# نظم الكتابة الجورجية
نظم الكتابة الجورجية هي نظم الكتابة الثلاثة المستخدمة لكتابة اللغة الجورجية: أسومتافرولي، نوسخوري، وماخيدرولي . وحروفها متعادلة، وتتقاسم نفس الأسماء والترتيب الأبجدي، والثلاثة ليس بها حروف كبيرة وصغيرة مثلما الحال في اللغة الإنجليزية. ورغم أن الأسومتافرولي، والنوسخوري ما زالا يستخدمان إلا أن الماخيدرولية تؤخذ كمعيار للجورجية واللغات الكارتفيلية المرتبطة بها.
تتميّز النصوص الخطية الجورجية بكونها فريدة من نوعها من حيث المظهر، ولم يثبت أصلها الدقيق قطّ؛ إلا أن ترتيبها الأبجدي يتوافق إلى حد كبير مع الأبجدية اليونانية، باستثناء الأحرف التي تميّز الأصوات الجورجية الفريدة. تتألف بالأصل من 38 حرفًا، إلا أنها تكتب اليوم ب 33 حرفًا فقط، إذ هُجرت خمسة حروفٍ بشكل كامل. ويختلف عدد الأحرف الجورجية المستخدمة بلغات كارتفيلية أخرى.
مُنحت النصوص الجورجية المكانة الوطنية للتراث الثقافي غير المادي في جورجيا عام 2015. وأُدرجت على قائمة اليونيسكو للتراث الثقافي غير المادي للبشرية عام 2016.
إن أصل الأبجدية الجورجية غير معروف، ولا يوجد اتفاق كامل بين العلماء الجورجيين والأجانب على تاريخ إنشائها، ومُنشئيها، والتأثيرات الرئيسية على ذلك.
النسخة الأولى المكتوبة من الأبجدية الجورجية هي أشومتافوري وتعود على الأقل إلى القرن الخامس؛ أما الكتابات الأخرى فقد تشكلت في القرون التالية. يربط معظم العلماء نشوء الأبجدية الجورجية بعملية التنصير في آيبيريا (لا ينبغي الخلط بينها وبين شبه الجزيرة الإيبيرية)، وهي مملكة جورجية رئيسية في كارتلي. لذلك فقد تكون الأبجدية الجورجية تشكلت في الفترة بين تحوّل آيبيريا إلى حكم الملك ميريان الثالث (326 أو 337) والنقش في بئر القط سنة 430 في نفس الوقت مع الأبجدية الأرمنية. استخدمها في البداية رهبانٌ من جورجيا وفلسطين لترجمة الكتاب المقدس والأدب والكتب المسيحية الأخرى إلى اللغة الجورجية. لم يُقبل كتاب البروفيسور ليفان شيلاشفيلي عن كتابات «أسومتافولي» المجزأة، والتي اكتشفها في بلدة نكريسي المدمرة في منطقة كاخيتي في أقصى شرق جورجيا في الثمانينيات وتعود إلى القرن الأول أو الثاني.

## معرض صور

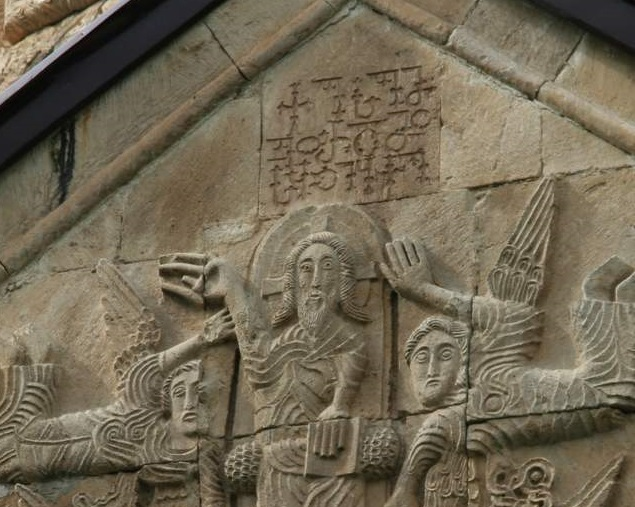
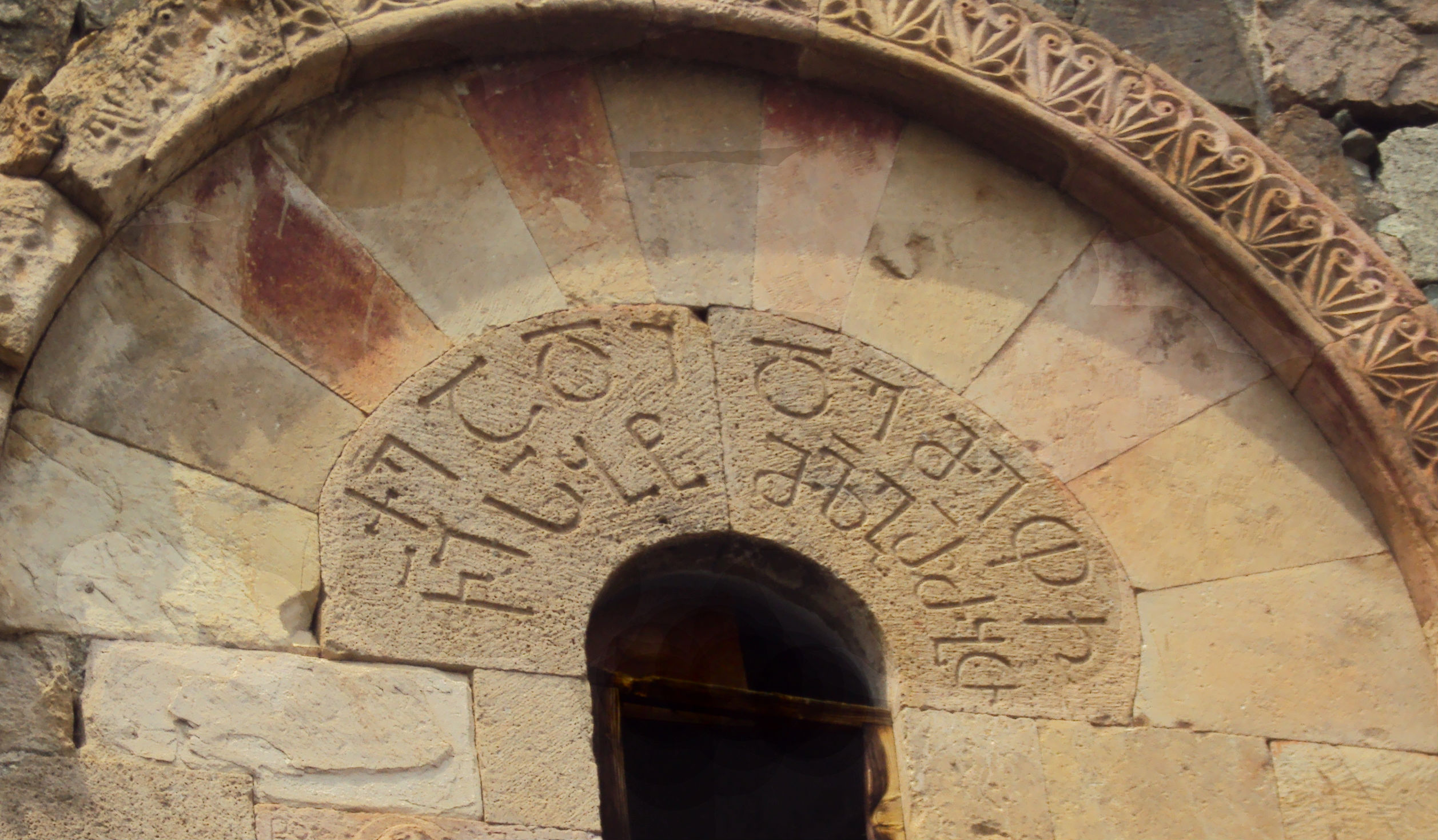
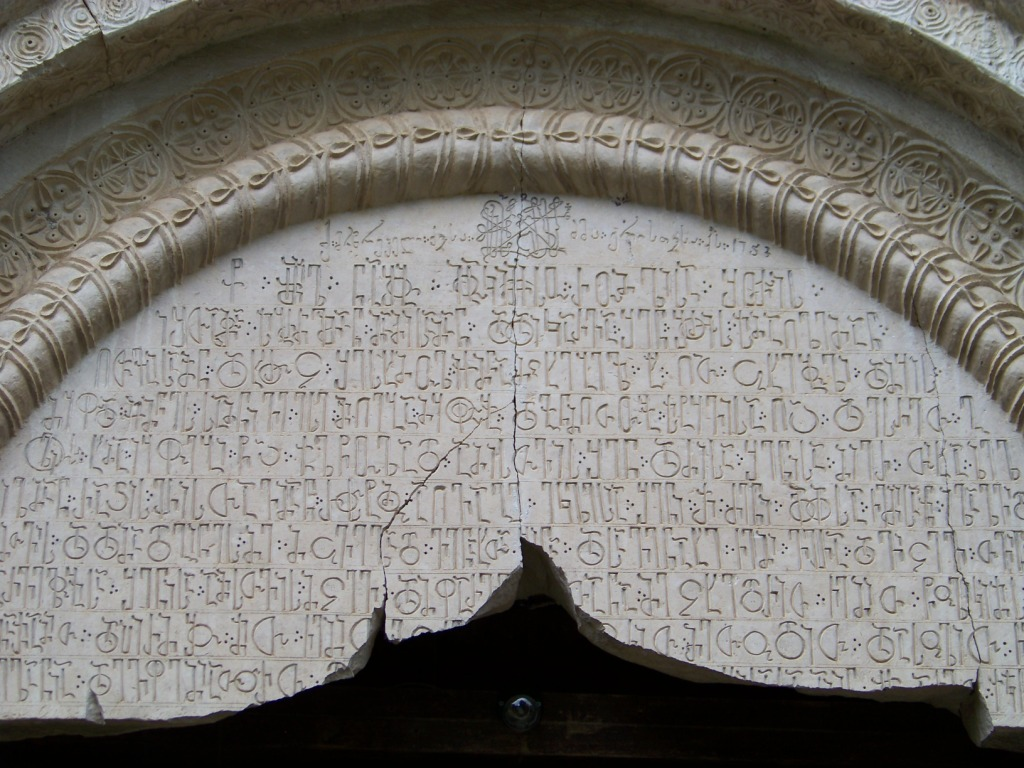
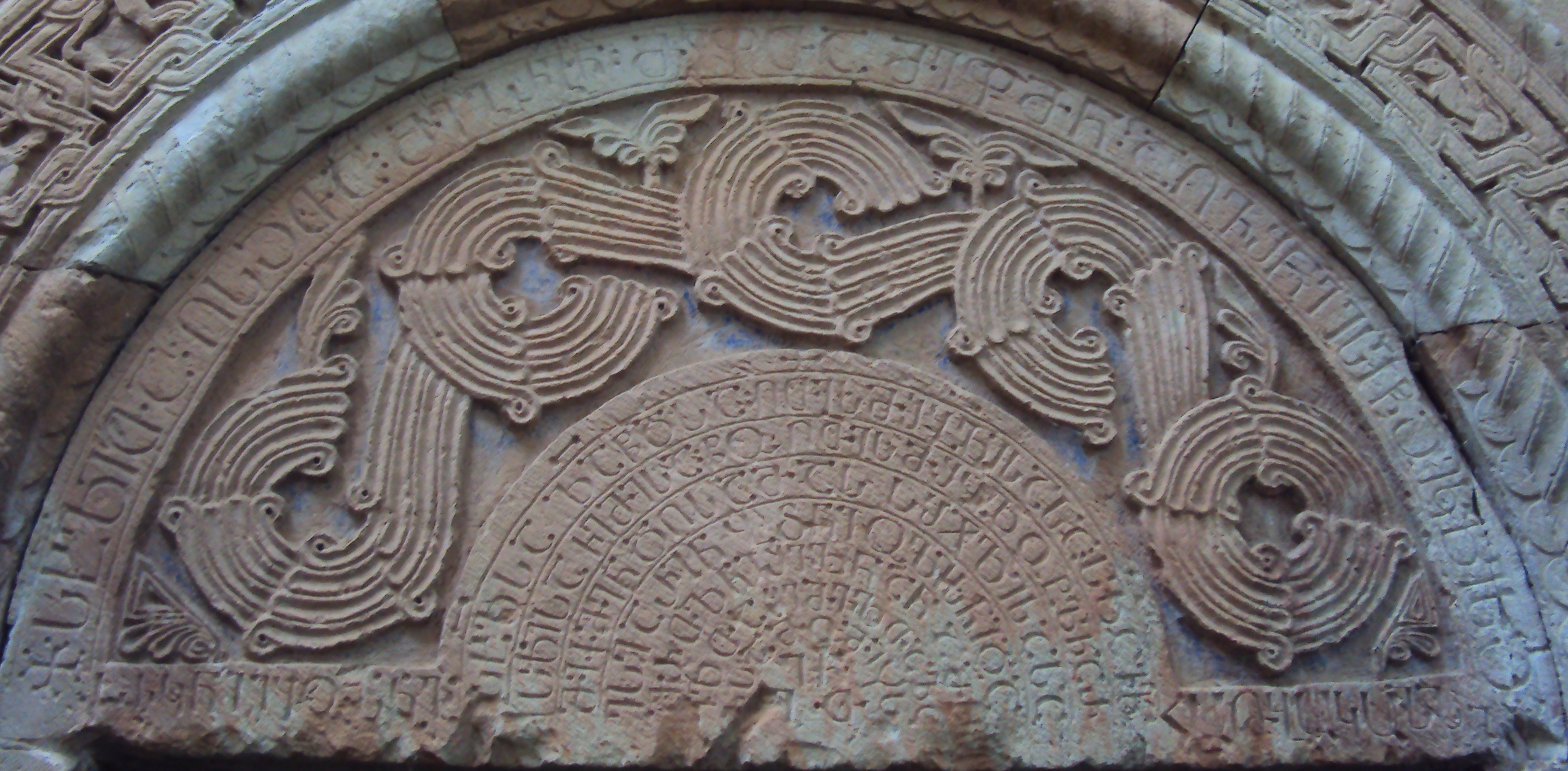